# Béla Szekeres
Béla Szekeres (nascido em 1933) é um ex-ciclista húngaro que competiu no ciclismo nos Jogos Olímpicos de Verão de 1952, representando a Hungria.